# (4006) Sandler
(4006) Sandler ist ein Hauptgürtelasteroid der am 29. Dezember 1972 von Tamara Michailowna Smirnowa vom Krim-Observatorium aus entdeckt wurde.